# ANTIC
ANTIC är en microprocessor speciellt avsedd att hantera grafik i ett antal 8-bitars datorer tillverkade av Atari. Processorn hämtar instruktioner ur en så kallad display list som avgör vad, samt hur det ska visas på skärmen. ANTIC hanterar bakgrundsgrafik och text. Den bild som byggs upp av ANTIC skickas sedan vidare till en annan co-processor kallad CTIA/GTIA som hanterar sprites och kollisionsdetektion.